# Andrés Anchondo
Andrés Anchondo, född 10 november 1962, är en mexikansk bågskytt. Han deltog vid olympiska sommarspelen 1988, 1992 och 1996.